# Всемирный торговый центр 7
7 корпус Всемирного торгового центра (англ. 7 WTC) — здание, построенное в районе Нижний Манхэттен города Нью-Йорк, штат Нью-Йорк, США. Это второе здание с этим названием и адресом. Первое сооружение было построено в 1987 году и было разрушено в результате терактов 11 сентября 2001 года. Настоящее сооружение было открыто в 2006 году на месте предыдущего. Оба проекта были разработаны Ларри Сильверстайном, который является арендатором участка, находящегося во владении Портового управления Нью-Йорка и Нью-Джерси.

## Описание
Строительство нового здания было начато в 2002 году, и закончено в 2006. Нынешнее строение имеет 52 наземных этажей и 1 подземный, и входит в число 40 самых высоких зданий Нью-Йорка. Это здание занимает чуть меньшую площадь в сравнении с прошлым, что позволило восстановить участок улицы Гринвич-стрит, ранее прерывавшейся в районе Всемирного торгового центра. На освободившейся площади между улицами Гринвич-стрит и Вест-Бродвей был разбит парк с фонтаном, получивший название Silverstein Family Park и посвящённый пережившим события 11 сентября 2001 года. При строительстве нового здания особое значение придали безопасности: здание имеет крепкую железобетонную сердцевину, широкие лестницы, и более толстое пожаростойкое покрытие стальных колонн. Здание также стало первым коммерческим зданием в городе Нью-Йорк, получившим от US Green Building Council сертификат Leadership in Energy and Environmental Design (LEED) с «золотым» рейтингом.
Наряду с новым зданием, внутри ВТЦ 7 также была построена новая электроподстанция, начавшая функционировать в 2004 году с установленными на тот момент тремя трансформаторами. По плану, площадь электроподстанции рассчитана на 10 трансформаторов, способных обеспечить электричеством новые здания Всемирного торгового центра и другие районы нижнего Манхэттена с учётом повышения электропотребления в будущем.

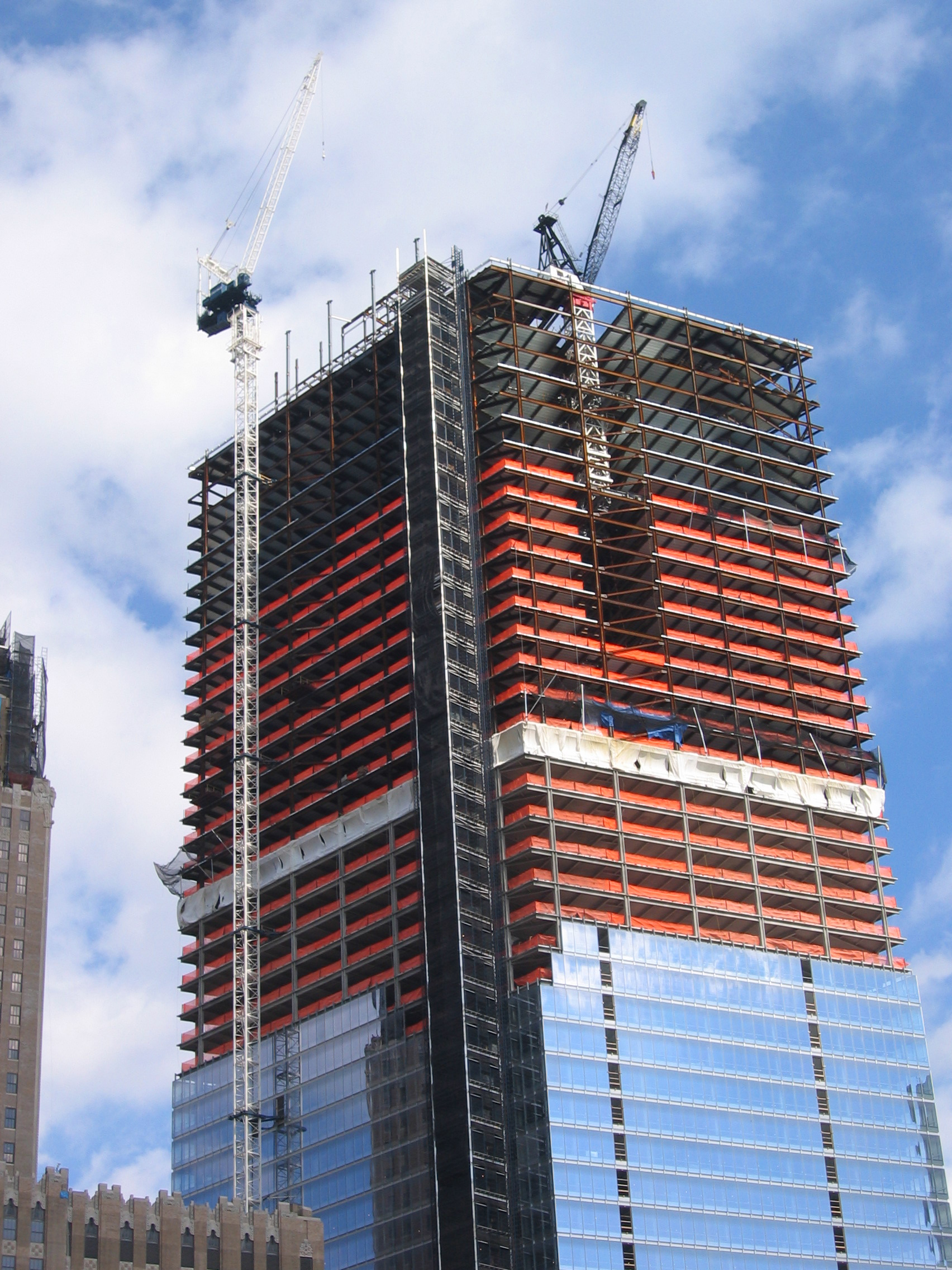
Строительство башни в октябре 2004 года
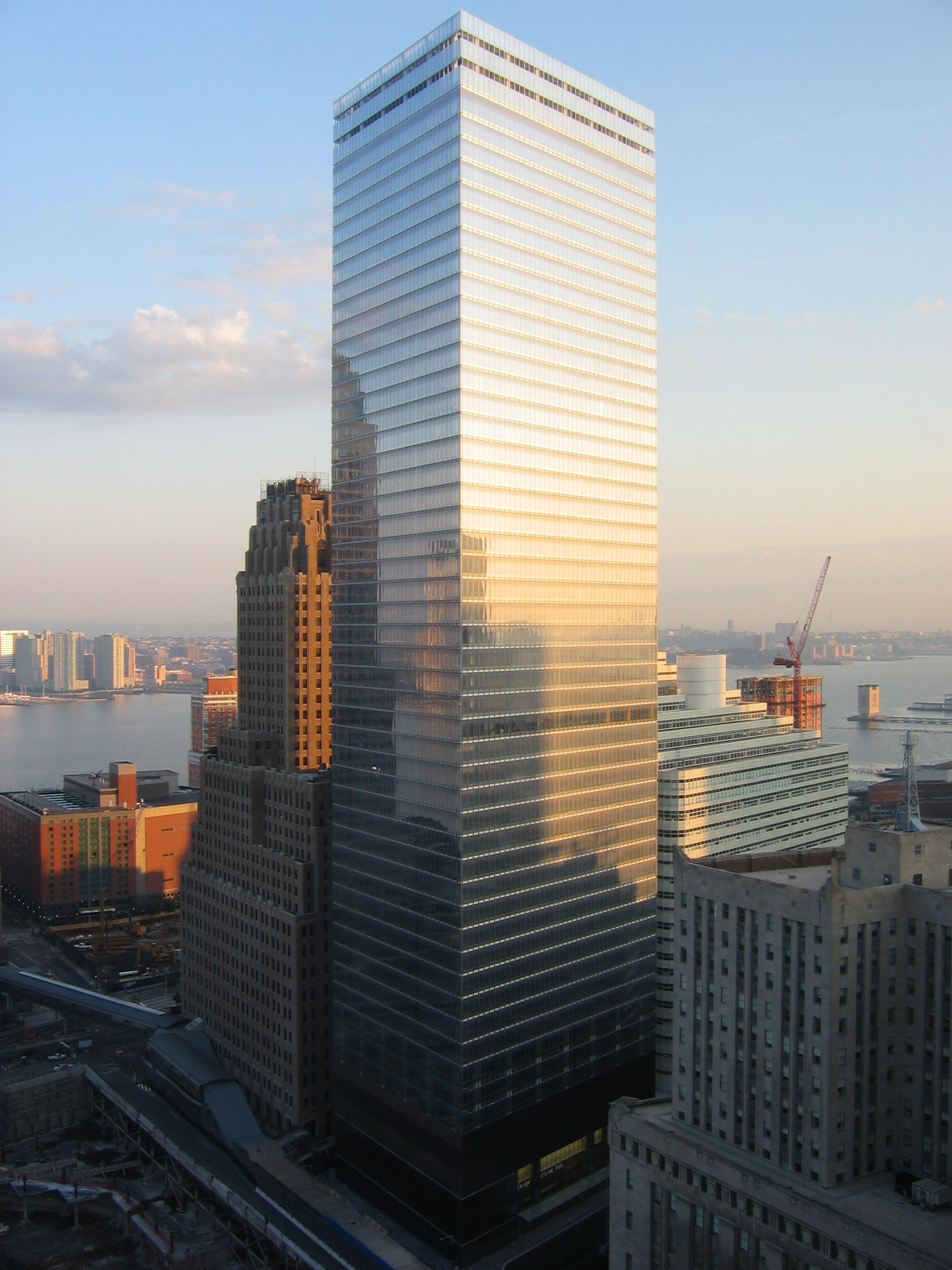
Июль 2006 года
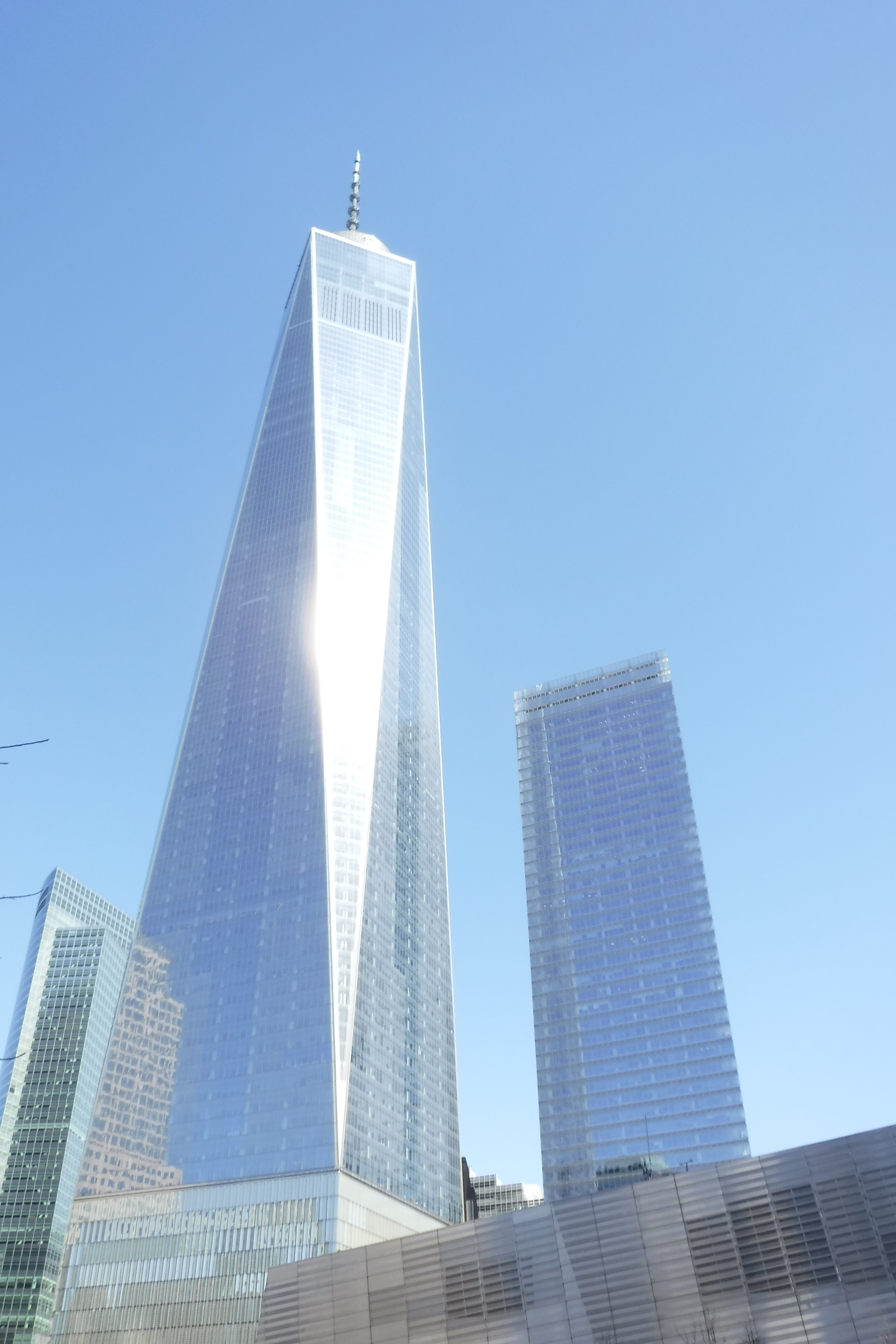
Апрель 2017 года, ВТЦ 7 справа, рядом c ВТЦ 1